# Spectre (cançó)
«Spectre» és una cançó del grup britànic Radiohead llançada com a senzill per descàrrega digital via la plataforma de distribució SoundCloud el 25 de desembre de 2015. El 13 de maig de 2016 també fou llançat com a cara-B en el vinil de «Burn the Witch» i també com a cançó extra en l'edició especial d'A Moon Shaped Pool.
Radiohead va aturar el procés de realització de l'àlbum A Moon Shaped Pool (2016) per enregistrar aquest tema. Fou compost per la pel·lícula homònima de la saga James Bond, però finalment fou exclosa i substituïda per «Writing's on the Wall» de Sam Smith, la producció de la pel·lícula va considerar que era massa fosca.